# Marin Stošić
Marin Stošić (Feričanci, 1956.), komodor u mirovini i bivši zapovjednik Obalne straže Republike Hrvatske.

## Životopis
Diplomirani je inženjer pomorskog prometa, a u Oružanim snagama RH je od siječnja 1992. godine. Obnašao je niz dužnosti u Zapovjedništvu HRM-a i Glavnom stožeru OSRH, a na mjesto zapovjednika Obalne straže dolazi s mjesta zapovjednika Flotile HRM-a. Završio je Ratnu školu "Ban Josip Jelačić", nekoliko tečajeva u inozemstvu, a za svoj dosadašnji rad ima niz pohvala i nagrada vrhovnog zapovjednika OS-a RH, ministra obrane, načelnika GS-a OSRH te zapovjednika HRM-a.

## Odlikovanja
- Spomenica Domovinskog rata
- Spomenica domovinske zahvalnosti
- Red hrvatskog trolista
- Red hrvatskog pletera
- Medalja Oluja